# Bulgarische Staatsangehörigkeit

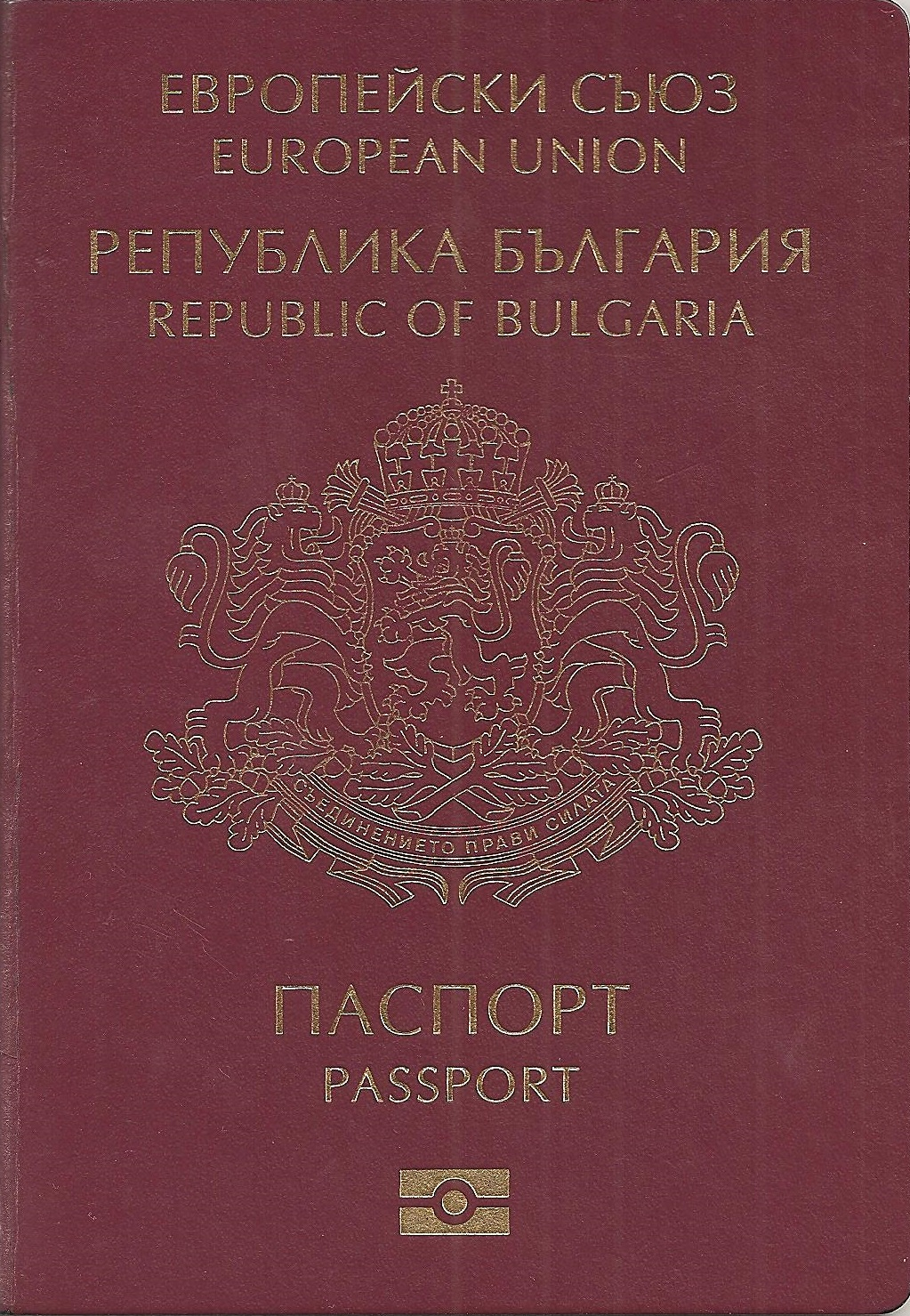
Bulgarischer Reisepass

Die bulgarische Staatsangehörigkeit bestimmt die Zugehörigkeit einer Person zum seit 1878/1908 entstandenen Staatsverband von Bulgarien. Alle Bulgaren sind seit 1. Januar 2007 auch EU-Bürger.
Die Begriffe podanik (bulgarisch поданик, davon hergeleitet: поданство podanstwo „Staatsbürgerschaft“) und graschdanin (гражданин) waren bis 1948 annähernd synonym für „Staatsbürger“. Seitdem verwendet man vor allem letzteren, da podanik nun mehr mit „Untertan“ in Verbindung gebracht wird.
Seit Wiederentstehen eines bulgarischen Staatswesens blieben die Grenzen bis 1945 vielfachen Veränderungen unterworfen, was infolge Staatensukzession auch immer Auswirkung auf die Staatsangehörigkeit der Bewohner hatte bzw. mehrfach zu zwangsweisen Umsiedlungen („ethnischen Säuberungen“) führte.
Da das Staatsgebiet lange ungenau umgrenzt blieb, hatte die Schaffung einer „bulgarischen Identität“ für das Staatsvolk eine hohe Priorität. Die Definition erfolgte über Sprache und Religion – wobei gerade in den Randgebieten das griechisch-orthodoxe Patriarchat mit dem bulgarischen Exarchat in Konkurrenz stand. Die Regelungen zur Verleihung der bulgarischen Staatsangehörigkeit, die nur anfangs auf dem Geburtsortsprinzip basierten, folgen seit 1911 primär dem Abstammungsprinzip und sind ein Ausdruck dieser Identitätsdefinition.

## Historisches

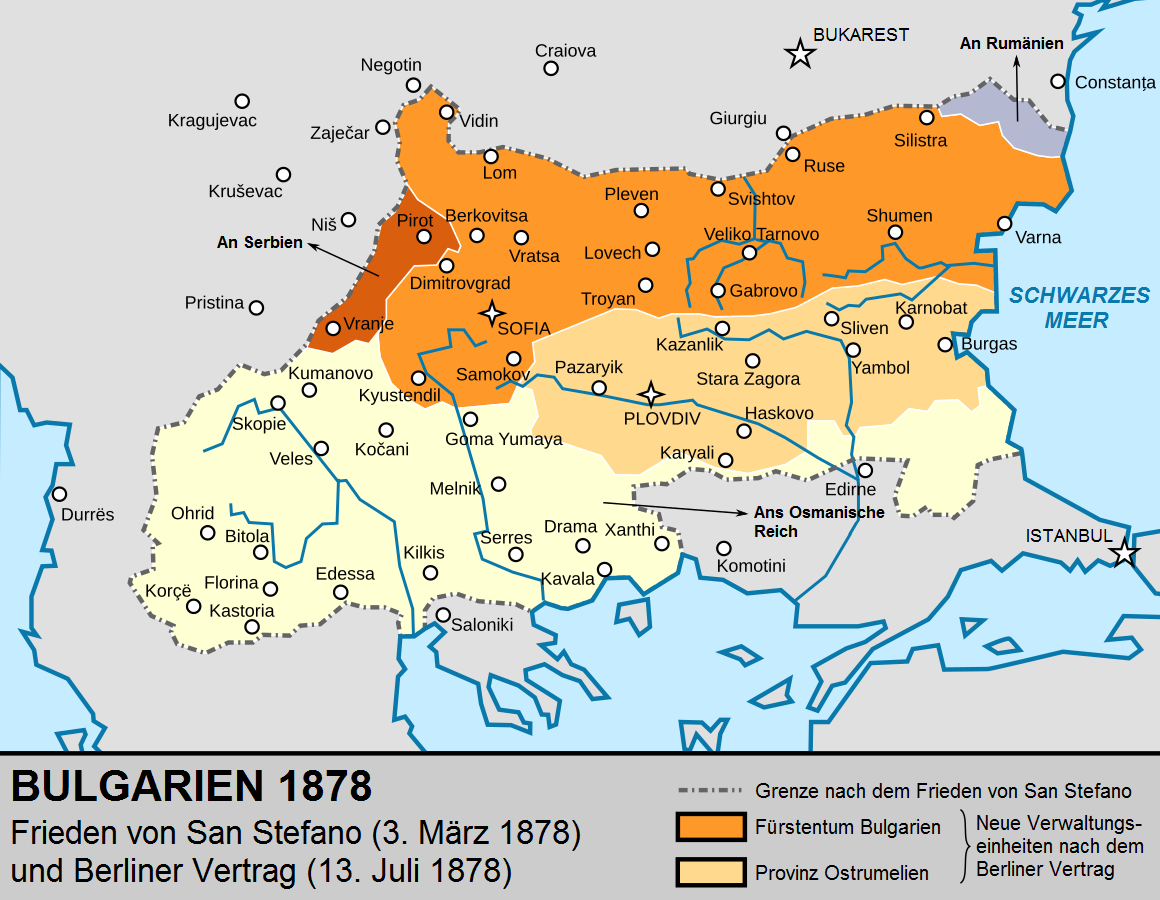
Bulgarische Grenzen nach dem Verträgen von St. Stefano 1878 und Berlin, 1879. Der erste Vertrag hat die bis heute größte Ausdehnung des modernen Bulgarien definiert.

Die Grenzen Bulgariens 1885: Fürstentum Bulgarien (Княжество България), Ostrumelien (Източна Румелия) und die durch den Tophane-Vertrag hinzugewonnenen Gebiete. Das Fürstentum umfasste bis zur Vereinigung mit Ostrumelien 1886 ungefähr die Gebiete der ehemaligen osmanischen Donau-Provinz: das heutige Nord-Bulgarien (nördlich des Balkangebirges und südlich der Donau mit der Süddobrudscha) sowie die Sofiaebene. Um 1890 ging man davon aus, dass es etwa 5,1 Millionen Bulgaren gab, von denen rund zwei Millionen außerhalb der Landesgrenzen lebten, vor allem in Thrakien und auf dem Gebiet des heutigen Nordmazedonien. In Bulgarien waren ein Fünftel der Bewohner Angehörige von Minderheiten.

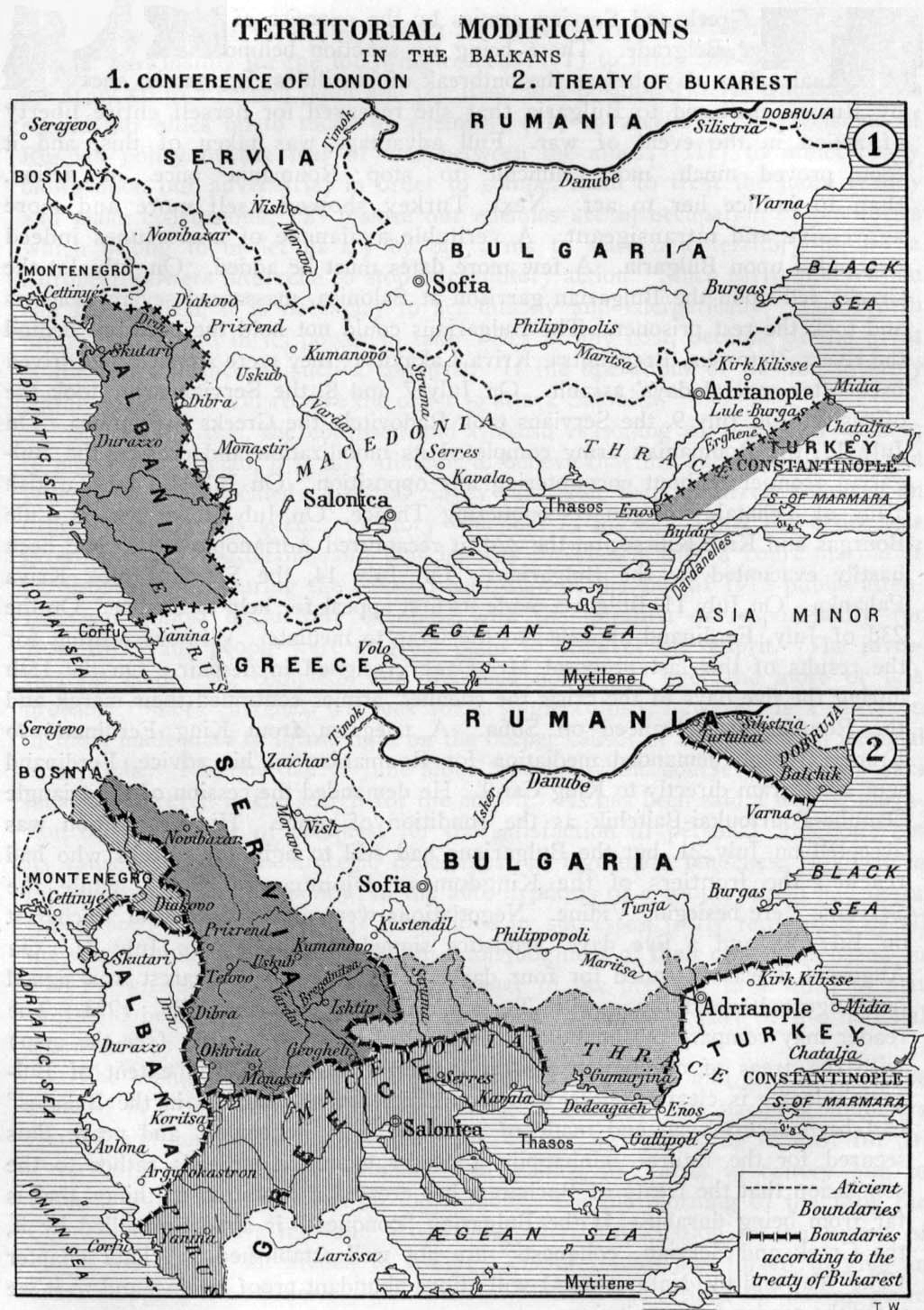
Oben: Grenzen Bulgariens als Ergebnis des ersten Balkankriegs nach der Konferenz von London 1913.
Unten: wieder deutlich verkleinert nach dem Friedensvertrag von Bukarest 1913, der den zweiten Balkankrieg beendete.

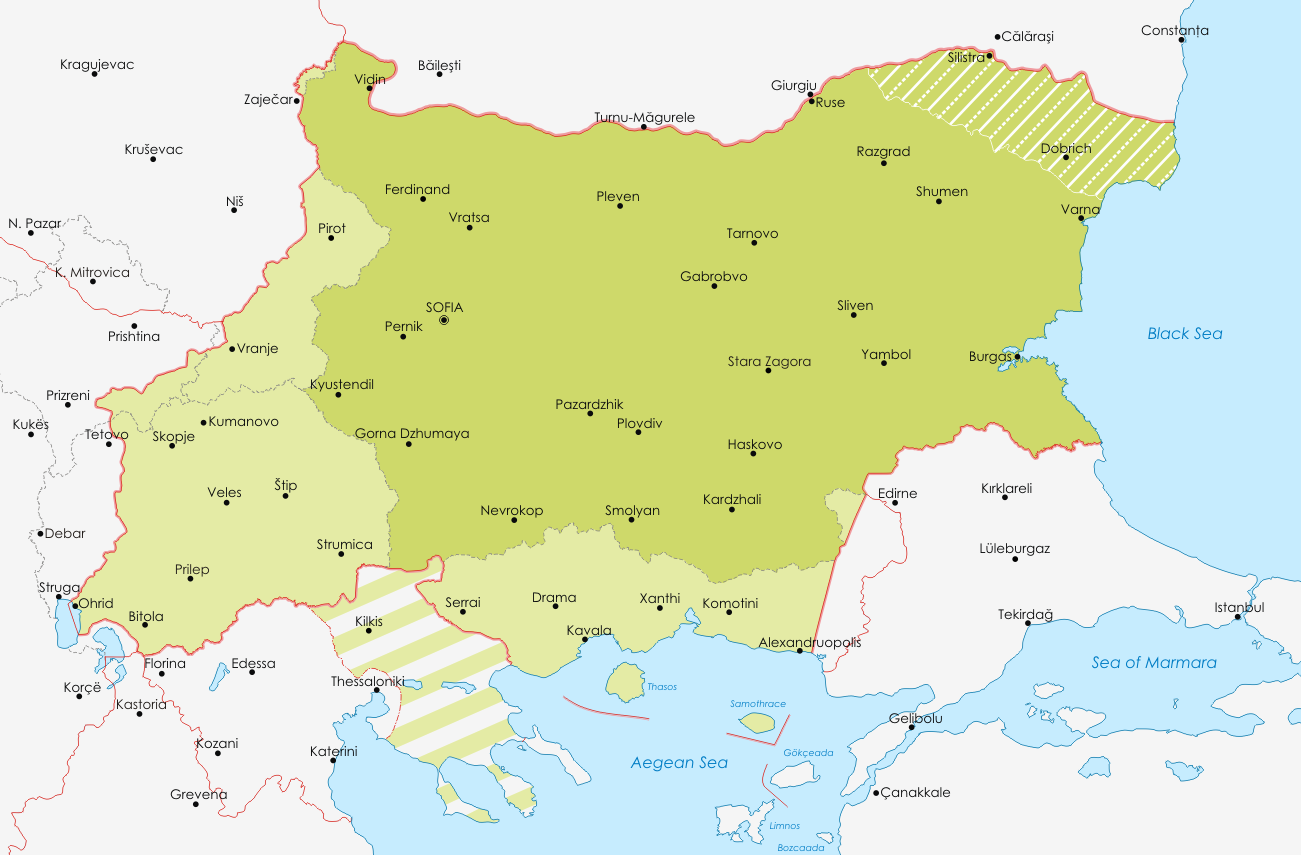
Bulgarische Grenzen im Zweiten Weltkrieg. Das schraffierte Gebiet im Norden wurde 1941 im Vertrag von Craiova von Rumänien abgetreten. Am 14. Mai 1941 gab das bulgarische Parlament die „Wiedereingliederung“ (Annexion), von Ostmakedonien und Thrakien bekannt, das ist das grob schraffierte Gebiet, dessen Verwaltung man im Auftrag der deutschen Wehrmacht übernommen hatte. Diese neuen Provinzen wurden mit der Bezeichnung Belomorie eine eigene bulgarische Verwaltungseinheit mit Verwaltungssitz in Xanthi. Nur ein Zehntel der Bewohner war ethnische Bulgaren oder Pomaken.

Das Millet-System hatte im osmanischen Reich eine gewisse völkisch-religiöse Unterscheidung geschaffen. Ein erstes modernes Staatsangehörigkeitsgesetz im osmanischen Reich erging 1869. Die Gültigkeit wurde 1879 rückwirkend zum 1. Januar 1877 auf Ostrumelien ausgeweitet. Dabei wurde zugleich eine spezielle Provinzzugehörigkeit geschaffen, „Indignat“ genannt. Gemäß den Abmachungen im Vertrag von Berlin 1878 blieb das autonome Fürstentum Bulgarien weiterhin unter osmanischer Suzeränität. Diesen Zustand beendete Fürst Ferdinand, als er sich am 5. Oktober 1908 zum bulgarischen Zaren erklärte. Die Kapitulationen galten, auch nach 1919, theoretisch auch in Bulgarien, hatten aber keine praktische Bedeutung.

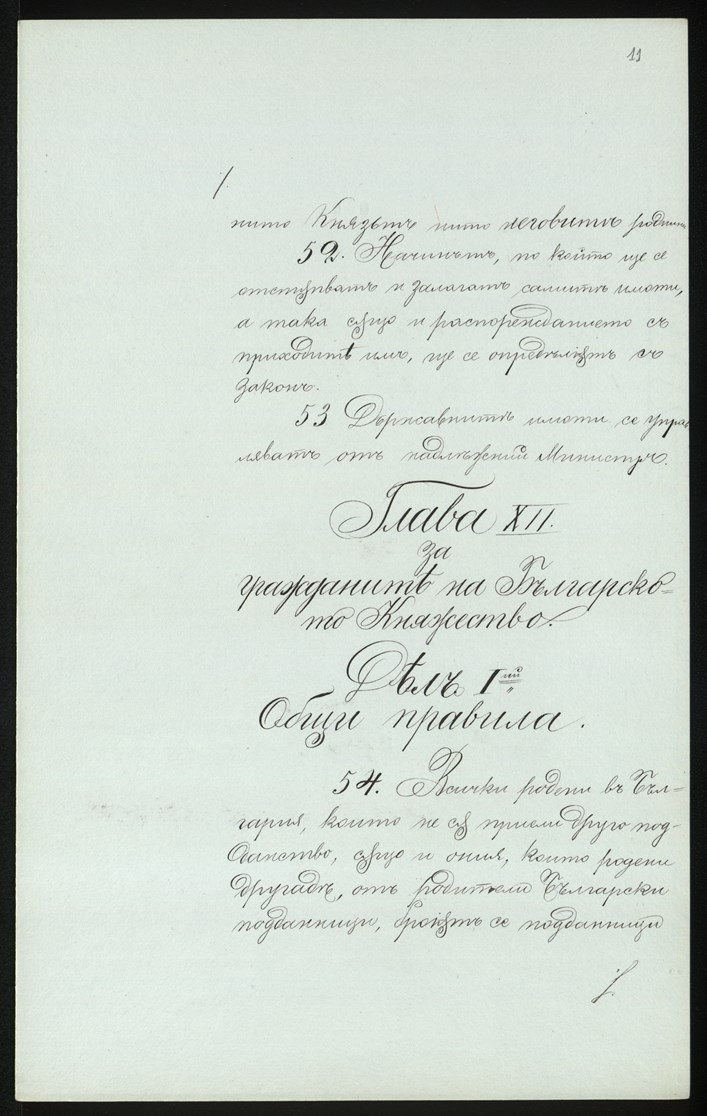
Der die Staatsangehörigkeit betreffende §54 der Verfassung von 1879, unverändert nach der Verfassungsänderung 1893.

Bereits die Verfassung von Tarnowo 1879 enthielt in §54 die Bestimmung, dass alle in Bulgarien geborenen Personen, die keine andere Staatsangehörigkeit angenommen haben, bulgarische Untertanen seien (ius soli). Dies galt ebenso für im Ausland Geborene mit bulgarischen Eltern. Weiter hieß es, dass Ausländer mit Zustimmung des Parlaments eingebürgert werden konnten. Bis 1911 erfolgte dies durch individuelle Gesetze.
Die Aufgabe der Staatsbürgerschaft war erst nach Ableistung der Wehrpflicht möglich.
Ergänzend zu den Verfassungsbestimmungen erließ man am 26. April 1883 ein eigenes Gesetz, das, „rückwirkend ab Kriegserklärung“ 1876, alle ehemals osmanischen Untertanen zu Bulgaren machte. Das Staatsangehörigkeitsgesetz vom 17. Dezember 1880, das fast ausschließlich auf dem (ius soli) basierte, war kurzlebig. Bulgarischer Bürger wurde jedermann, der bei Gründung des Fürstentums 1878 auf dessen Territorium wohnte (ius domicilii). Kinder von im Ausland lebenden Bulgaren wurden durch Abstammung Staatsbürger, ethnische Bulgaren in fremden Ländern jedoch nicht.
Vom bulgarischen Vater anerkannte uneheliche Kinder wurden durch die Anerkennung auch Staatsbürger. 1948 erfolgte die rechtliche Gleichstellung ehelicher und unehelicher, so dass die Regel bedeutungslos wurde. Ungewöhnlich für die Zeit war, dass es bis 1948 ebenfalls keine Vorschriften zu Adoptionen gab. Adoptierte wurden daher nicht allein durch diesen Akt Bulgaren.
Ausführlicher, aber inhaltlich wenig anders, war das zweite Staatsangehörigkeitsgesetz vom 26. Februar 1883. Die Zuständigkeit lag bis 1952 beim Justizministerium. Fragen strittiger Staatsangehörigkeit konnten durch Gerichtsentscheid geklärt werden.

Die nicht vorher genehmigte Annahme einer Beamtenstelle im Ausland oder Eintritt in eine fremde Armee führte zum automatischen Verlust.
Einbürgerungswillige hatten beim Justizministerium zunächst einen Antrag auf dauerhafte Niederlassungserlaubnis zu stellen. Für den Antrag, der Ehefrau und Kinder automatisch mit umfasste, war beim örtlichen Bürgermeister eine Erklärung abzugeben und fünf Zeugen hatten zu beschwören, dass er guten Charakters war und die Bedingungen erfüllte. Nach einem Jahr konnte dem Ausländer dann die bulgarische Nationalität verliehen werden, wenn er
- bulgarischer Abstammung war oder
- mit einer Bulgarin verheiratet oder
- sich um das Land verdient gemacht hatte.

Ansonsten betrug die Wartezeit drei Jahre. Hatte ein Ausländer keine Niederlassungserlaubnis, so war die Wohnsitzerfordernis zehn Jahre. Eingebürgerte durften die ersten fünfzehn Jahre in kein Amt oder die Nationalversammlung gewählt werden. Das galt nicht für ehemalige Bulgaren, denen die Staatsbürgerschaft wieder verliehen wurde.
Einheiratende Ausländerinnen wurden mit der Hochzeit Bulgarinnen, gegebenenfalls unter Beibehaltung ihrer bisherigen Staatsbürgerschaft. Sie konnten, falls kinderlos, nach Eheende durch Erklärung beim Bürgermeister die bulgarische Staatsbürgerschaft wieder aufgeben. Eine Bulgarin, die einen Ausländer heiratete, verlor, wenn das im Recht des Herkunftslandes des Ehemanns vorgesehen war, ihre bulgarische Staatsangehörigkeit automatisch. Sie konnte nach Eheende und Rückkehr in die Heimat auf Antrag wieder rückgebürgert werden. Verheiratete Frauen durften nur zusammen mit ihren Ehemännern eingebürgert werden. Einbürgerungen erfolgten formell durch Ukas des Zaren auf Vorschlag des Justizministers.
Kinder, die durch die Geburtsortsregelung der Verfassung Doppelstaatler ab Geburt waren, konnten innerhalb eines Jahres nach Erreichen der Volljährigkeit (mit 21 Jahren) für die Staatsbürgerschaft ihres Vaters optieren.
Eine Entlassung aus der Staatsangehörigkeit war nicht möglich, falls
- Bulgarien im Krieg war
- der Antragsteller in Bulgarien lebte (bis 1940: außer mit Genehmigung der Regierung)
- bei Auslandswohnsitz eine fremde Staatsbürgerschaft angenommen wurde, aber die Dienstpflicht[10] noch nicht erfüllt war. Ebenso vorgesehen war der strafweise Verlust durch Gerichtsurteil, wenn dieses (auch) auf permanenten Landesverweis lautete.

Letztlich erklärte das Verfassungsgericht 1886 das Gesetz für ungültig, weil es zu einer Zeit verkündet wurde, als die Verfassung außer Kraft gesetzt war. Eine Verordnung 1895 stellte den alten Zustand wieder her.
Auch im dritten Staatsangehörigkeitsgesetz von 1904
blieb die Geburtsortskomponente noch der Haupterwerbsgrund. Bulgare wurde man auch bei Auslandsgeburt mit einem bulgarischen Vater. Uneheliche Kinder erhielten die Staatsbürgerschaft der (bulgarischen) Mutter, sofern sie nicht vor Erreichen der Volljährigkeit vom (bulgarischen) Vater anerkannt wurden.
In Bulgarien geborenen Kinder ausländischer Eltern, die bei Erreichen der Volljährigkeit im Lande lebten, konnten innerhalb eines Jahres die bulgarische Staatsbürgerschaft ablegen, wenn sie durch Urkunden nachwiesen, dass sie eine ererbte ausländische Staatsbürgerschaft behalten hatten und der Wehrpflicht im anderen Land nachkamen.
Anträge auf dauerhafte Niederlassungserlaubnis und folgende Einbürgerung nahmen die örtlichen Friedensrichter (später Bezirkshauptmann) entgegen. Die Formalien wurden kaum geändert. Vorzulegen waren die eigene Geburtsurkunde, die des Vaters und ein Strafregisterauszug. Von Amts wegen wurden Leumund, Finanzen und politische Gesinnung angestellt. Ehefrauen und volljährige Kinder hatten nun einen separaten Antrag zu stellen; dies konnte zusammen mit dem des Mannes erfolgen. Minderjährige wurden automatisch eingebürgert, wenn nur ein Elternteil Bulgare wurde, sie durften (bis 1940) innerhalb eines Jahres nach Volljährigkeit dagegen optieren.
Ausländer konnten keine Beamtenstelle antreten oder im Heer dienen, sodass nicht, wie in anderen Ländern üblich, durch eine Bestallung die Staatsbürgerschaft erworben werden konnte.
1911 wurden die Einzelgesetze abgeschafft, eine Einbürgerung wurde durch Ukas des Zaren rechtskräftig.
1913–24, Balkankriege und Erster Weltkrieg:

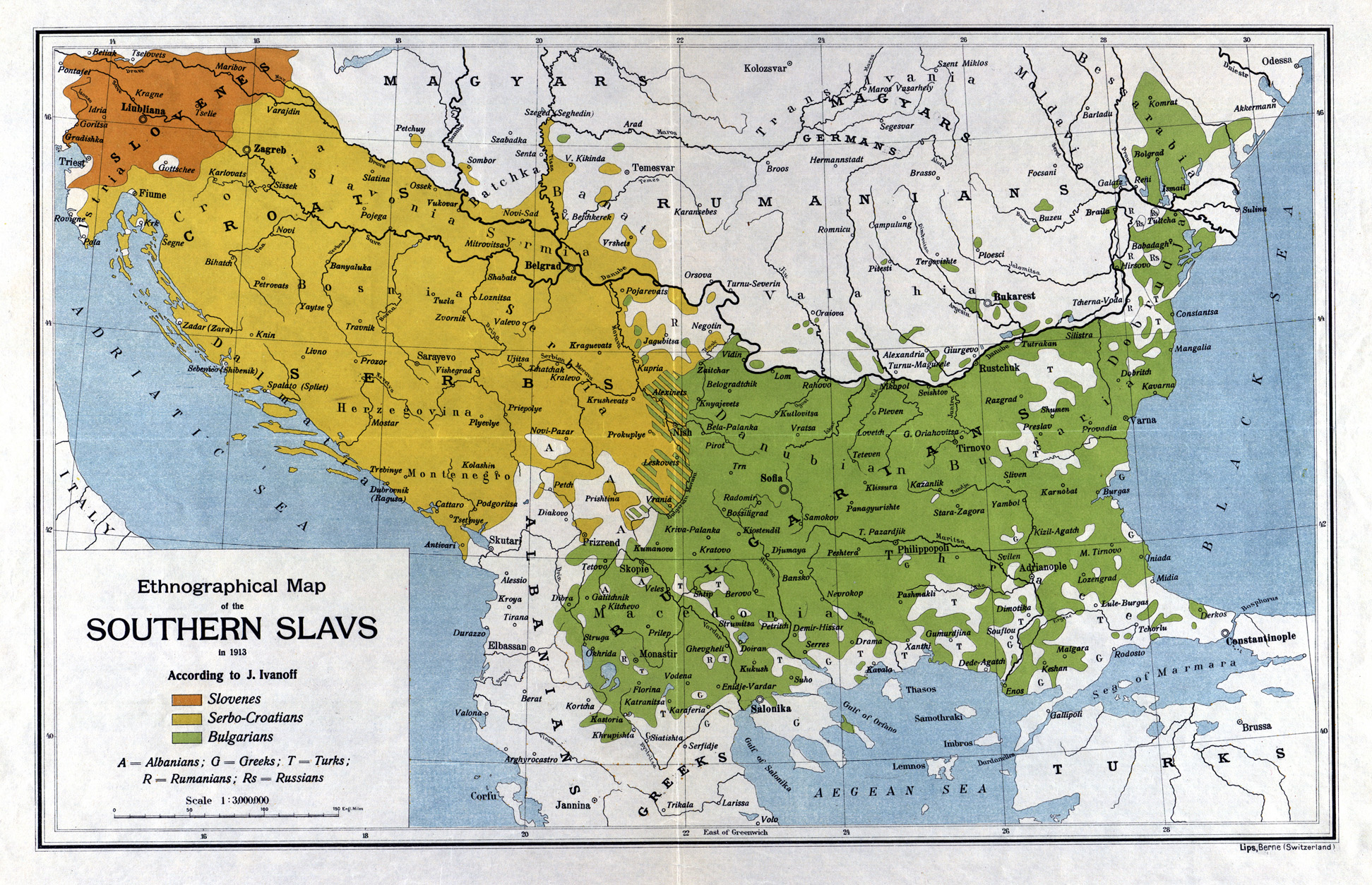
Siedlungsräume der Südslawen 1913. Bereits 1905–08 verließ etwa die Hälfte der Griechen in Bulgarien das Land.

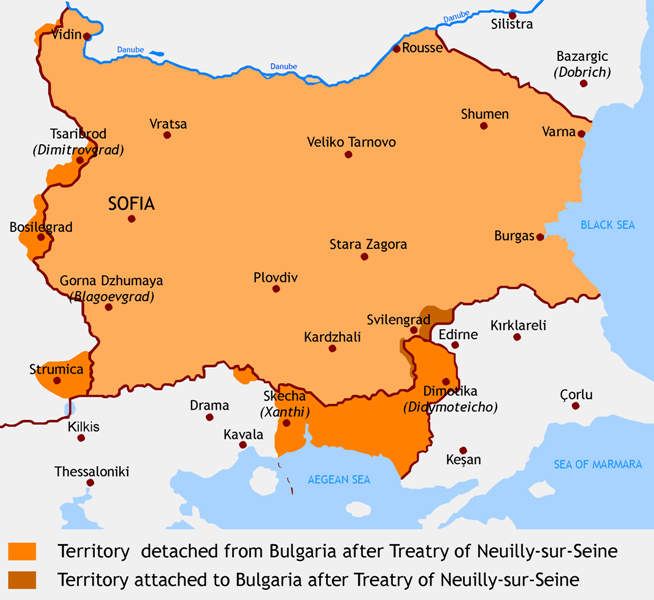
Die im Vertrag von Neuilly festgeschriebenen Grenzen. Abzutretende und hinzugewonnene Gebiete.

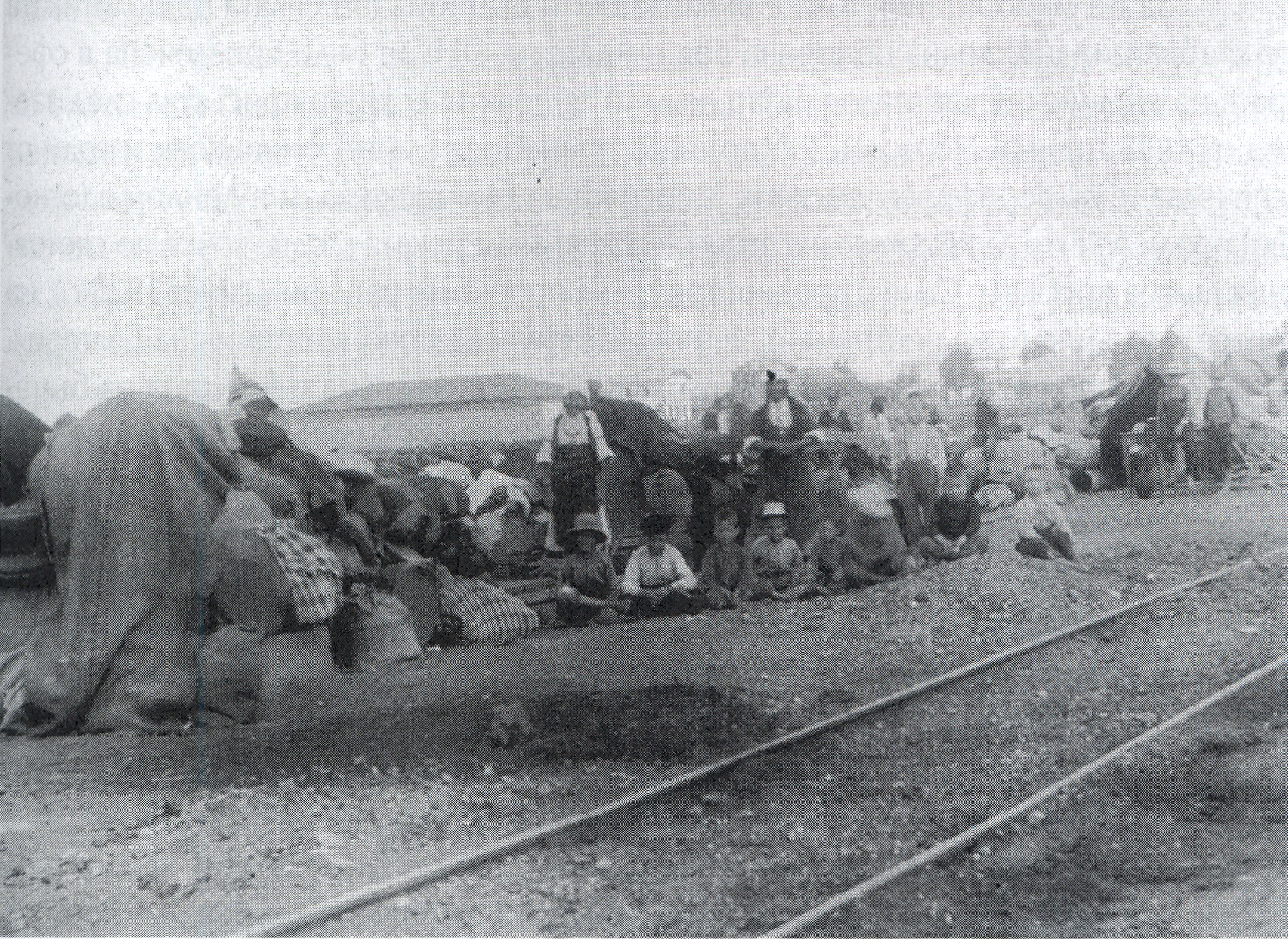
Obwohl die Verträge nach dem Ersten Weltkrieg allenfalls eine freiwillige Umsiedlung von Bulgaren aus Thrakien vorsahen, wurden Tausende aus Griechenland gewaltsam vertrieben. Hier zu sehen sind Flüchtlinge in Svilengrad.

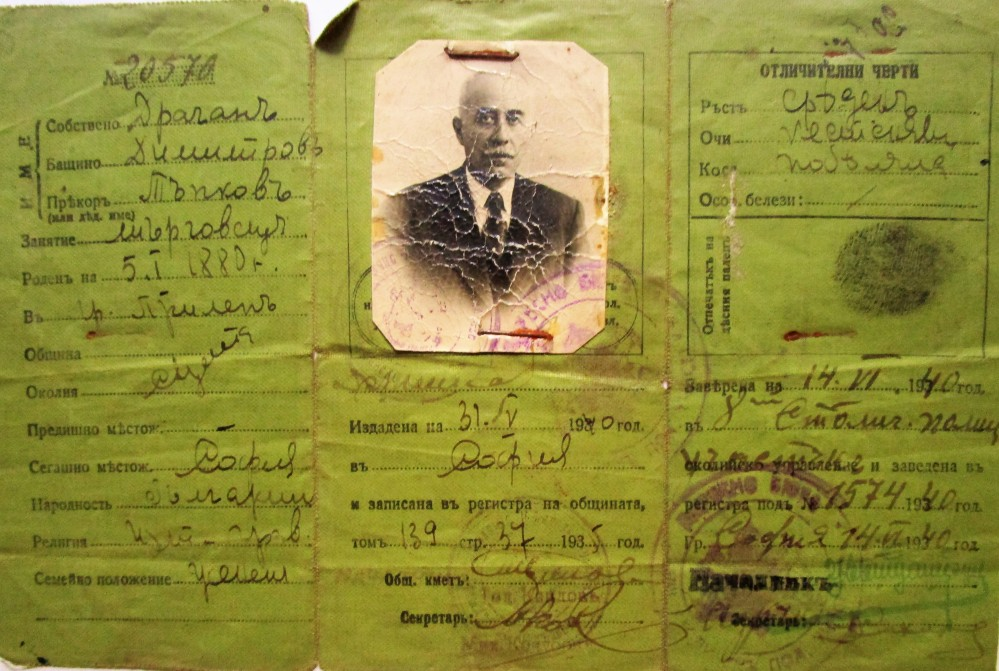
In bulgarischen Personalausweisen der Zwischenkriegszeit fanden sich Angaben zur Staatsangehörigkeit in der drittletzten Zeile der ersten Spalte. Gezeigt wird der aus Saloniki stammende Dragan Tapkow.

Die bulgarische Niederlage im Zweiten Balkankrieg führte zur Vertreibung etlicher Bulgaren aus Mazedonien und Ostthrakien.
In Verbindung mit dem Friedensvertrag von Neuilly schloss man mit Griechenland ein Abkommen, das die Situation in den abzutretenden Gebieten Thrakiens regelte. Ähnlich wie auch für die an Jugoslawien abgetretenen Gebiete gab es eine innerhalb von zwei Jahren, gegebenenfalls nach Erreichen der Volljährigkeit mit 18 Jahren, auszuübende Optionsmöglichkeit für Bulgarien. Die Option schloss Ehefrau und Kinder mit ein.
Staatsangehörigkeitsrechtlich ergaben sich wegen der Regelung für ethnische Bulgaren bei der Eingliederung von Flüchtlingen und Vertriebenen kaum Probleme. Schwieriger war es für Bulgaren, die als Minderheit in den abzutretenden Gebieten verblieben, so ca. 140.000 in Griechenland. Das griechisch-bulgarische Abkommen vom 27. November 1919 sah vor, dass diejenigen Bulgaren, die vor 1913 in Westthrakien gewesen waren, automatisch Griechen wurden. Später Gekommene und Westthrakientürken, die bis heute von griechischer Seite massiv diskriminiert werden, konnten dort die Einbürgerung beantragen. Die Gesetzesänderung vom 17. Juli 1924 berücksichtigte speziell die Situation der Umsiedler.
Die USA ratifizierten den Vertrag von Neuilly nicht. Besonders, um (Wehrdienst)-Verpflichtungen ehemaliger Staatsbürger zu klären, sowie zur Verringerung der Doppelstaatsbürgerschaft schloss man stattdessen 1923 einen separaten Vertrag hinsichtlich Staatsangehörigkeitsfragen. Mit der Türkei wurde ein Staatsangehörigkeitsvertrag am 2. September 1926 geschlossen.

### Staatsangehörigkeitsgesetz 1940
Ein neues Staatsangehörigkeitsgesetz erging am 16. Dezember 1940. Es brachte die fast vollkommene Abkehr vom ius soli und stärkte die Rechte der Abstammungsbulgaren, von denen viele aus Gebieten, die nun zu Serbien oder Griechenland gehörten, ins Kernland migriert waren. Die Zuständigkeit lag weiter beim Justizministerium. Man schuf einen hochrangig besetzten Rat, der anstehende Fragen besprechen sollte. Einbürgerungen erfolgten formell durch Ukas des Zaren (seit 1935 diktatorisch regierend) auf Vorschlag des Ministerrats.
Doppelte Staatsangehörigkeit war nun verboten. Beim Status wurde unterschieden zwischen Staatsangehörigen, die bulgarischstämmig waren, und solchen, die es nicht waren. Letztere konnten, wenn sie die Sicherheit des Landes gefährdeten, zwangsweise ausgebürgert werden. Das galt auch, wenn sie aus Bulgarien wegzogen, sie hatten innerhalb von drei Monaten ihr Eigentum in Bulgarien zu verkaufen, was besonders die im Rahmen des Bevölkerungstauschs mit Rumänien Auswandernden und die nach Palästina gehenden Juden traf.
Bulgarinnen, die einen Ausländer heirateten, behielten ihre Staatsbürgerschaft, sofern sie nicht innerhalb von drei Monaten eine gegenteilige Erklärung abgaben. Nach Eheende war eine Wiedereinbürgerung vorbehaltlos möglich.
Durch Annahme einer fremden Staatsangehörigkeit ging die bulgarische automatisch verloren. Ebenso ausgebürgert wurde, wer wegen Landesverrat verurteilt, von einer ausländischen Macht Gelder für politische Zwecke ohne Genehmigung der Regierung erhielt oder in eine fremde Militär- bzw. Beamtenstellung eintrat. Gegebenenfalls konnte ein Antrag auf Ausbürgerung gestellt werden, die ebenfalls durch Ukas erfolgte. Ausbürgerungen galten nicht für Ehegatten und minderjährige Kinder, außer bei gemeinsamer Auswanderung.
Wiedereinbürgerungen waren nur für Bulgarischstämmige vorgesehen, die ihren Wohnsitz im Lande nahmen und dann sofort wehrpflichtig wurden.
Staatsbürgerschaft ab Geburt
Bulgaren definierte man in §1 als jeden, der Eltern hatte, die bulgarische Bürger waren. Ab Geburt bulgarische Bürger wurden:
- eheliche Kinder eines bulgarischen Vaters
- uneheliche Kinder, die vom bulgarischen Vater anerkannt wurden, oder wenn dessen bulgarische Staatsbürgerschaft während der Minderjährigkeit nachgewiesen wurde
- uneheliche Kinder einer Bulgarin, wenn Vater oder dessen Staatsangehörigkeit unbekannt waren.

Das neue Gesetz erlaubte nur noch wenig ius soli. Ab Geburt Bulgare wurden noch
- Findelkinder
- Kinder in Bulgarien lebender Staatenloser
- Kinder ausländischer Eltern, die hier geboren und bei Erreichen der Volljährigkeit im Lande lebten und innerhalb eines Jahres ihren Willen zu Annahme der Staatsangehörigkeit erklärten.

Einbürgerungen
Die Wohnsitzerfordernis sah vor, dass der Antragsteller zehn Jahre im Lande mit Daueraufenthaltsrecht gewohnt hatte. Hatte er dieses nicht, so durfte eine Einbürgerung nach zwanzig Jahren Wohnsitz in Bulgarien beantragt werden.
Kürzere Fristen galten
- 5 Jahre:
  - für Kinder von Frauen, die ihre bulgarische Staatsangehörigkeit durch Heirat mit einem Ausländer verloren hatten
  - einheiratende ausländische Männer, wenn sie eine Bulgarin, die auch bulgarischstämmig war, geehelicht hatten
  - besondere Verdienste um das Land erworben wurden.
- 1 Jahr:
  - Freiwillige in der bulgarischen Armee im Kriegsfall
  - bulgarischstämmige Ausländer, die bei der Landesverteidigung oder Staatssicherheit Verdienste erworben hatten.
- auf Antrag nach Hochzeit:
  - einheiratende Ausländerinnen, die nachwiesen, dass sie ihre alte Staatsbürgerschaft verloren hatten.

#### Sonderfälle
Vertrag von Craiova
Das Gesetz enthielt auch Bestimmungen hinsichtlich der im Vertrag von Craiova vom 7./15. September 1940 zugewonnenen Gebiete. Hier kam es auch zu einem Bevölkerungstausch, die Betroffenen wurden nicht gefragt. Etwa 110.000 ethnische Rumänen, die nach 1913 sich in der Süd-Dobrudscha niedergelassen hatten, kehrten nach Hause zurück. Im Gegenzug siedelten 65.000 Bulgaren aus der Nord-Dobrudscha nach Bulgarien um. Bulgarischstämmige Umsiedler wurden per Gesetz Staatsangehörige. Ebenso ex lege („nach dem Gesetz“, also automatisch durch den Vertrag) eingebürgert wurden in der Süd-Dobrudscha wohnende Personen, die nicht ethnische Rumänen waren und daher nicht abwandern mussten.
Bulgariendeutsche
Ähnlich wie bei der Umsiedlung der Deutsch-Balten holte das Deutsche Reich seine Volkszugehörigen heim ins Reich. Dies regelte man durch das Umsiedlungsabkommen (diplomatischer Notenwechsel) vom 22. Januar 1943. Mehr oder weniger freiwillig ausgesiedelt wurden, je nach Schätzung ca. 2000 Deutsche, mit Familienangehörigen anderer Nationalität 3000–3500 Personen. Ausgewählt wurde aufgrund einer von deutscher Seite aufgestellten Liste, die von bulgarischer Seite genehmigt wurde. Verlust der bulgarischen Staatsangehörigkeit trat beim Grenzübertritt zur Ausreise ein.

### Volksrepublik
Unmittelbar nach der Befreiung 1944 wurde etlichen Funktionären des feudalen Regimes die Staatsangehörigkeit strafweise entzogen und ihr Eigentum vergesellschaftet. Regeln zum strafweisen Entzug für Schwerverbrecher und Republikflüchtlinge blieben bis 1991 im Gesetz.
Die Verfassung von 1947 enthielt keine Artikel über die Staatsangehörigkeit mehr. Sie machte aus „Untertanen“ nun „Bürger.“
Die Pariser Friedensverträge vom 10. Februar 1947 stellten die bulgarischen Grenzen zum 1. Januar 1941 wieder her. Noch im selben Jahr erkannte Bulgarien mit den Verträgen von Bled und Euxinograd die jugoslawische Oberhoheit in Vardar-Mazedonien an. Hier entstand die Sozialistische Republik Mazedonien, deren Bewohner Jugoslawen wurden. Die Staatsangehörigkeit von im Gegenzug Bulgaren Werdenden regelte man im Gesetz vom 19. Februar 1948. Dabei gab es auch Erleichterungen für in Bulgarien wohnende Jugoslawen. Sie konnten mit ihren Ehefrauen nach zwei Jahren beschleunigt und gebührenfrei eingebürgert werden.
Das Staatsangehörigkeitsgesetz 1948 hob die diskriminierende Unterscheidung zwischen ethnischen und nichtbulgarischstämmigen Bürgern von 1940 auf. Auch wurden eheliche und uneheliche Kinder gleichgestellt. Die beschränkten ius-soli-Regeln galten weiter. Minderjährige wurden ab Geburt oder mit eingebürgert, sofern nur ein Elternteil Bulgare war/wurde. Sie hatten aber ab einem Alter von 14 Jahren ein Mitspracherecht.
Die gesetzlichen Einbürgerungsvoraussetzungen ab 1948 waren:
- 5 Jahre Wohnsitz im Inland oder
- 1 Jahr Wohnsitz im Inland, falls:
  - bulgarischer Volkszugehöriger
  - im Inland geborenes Kind ausländischer Eltern
  - diensttuend in der Armee
  - anerkannter Asylant
  - besondere Verdienste um Bulgarien

Hinsichtlich Verdiensten galt ab 1950 freies Ermessen des Ministerrats. 1952 wurden die Voraussetzungen und Erleichterungen (auch für Ehefrauen und Jugoslawen) ganz aufgehoben. Einbürgerungen waren nun im freien Ermessen des Verwaltung, des Innenministeriums, möglich.
Der schon in der Verfassung 1879 vorgesehene Verzicht auf die Staatsangehörigkeit, bisher vor allem für Auswanderer und ausheiratende Frauen vorgesehen, war nun nicht mehr möglich. Bulgaren gingen bei Annahme einer fremden Staatsbürgerschaft ihrer eigenen nur noch dann verlustig, wenn der Erwerb der anderen im Voraus vom Minister genehmigt war. Zugleich wurde das Doppelstaatlerverbot von 1940 noch strafbewehrt.
Beim Justizministerium wurde ein Rat gebildet, der Streitigkeiten zu entscheiden hatte. Ihm gehörten der Präsident des obersten Gerichts, der Generalstaatsanwalt und je ein Beamter des Innen- und Außenministeriums an. Der Gerichtsweg wurde ausgeschlossen. Das Gremium wurde 1952 wieder abgeschafft. Die Zuständigkeit in allen Staatsangehörigkeitssachen lag seit August 1952 beim Innenminister.
Erst der gesellschaftliche Fortschritt im Sozialismus konnte durch eine Politik der Errichtung einer „einheitlichen sozialistischen bulgarischen Nation“ das Ziel einer völkischen Gleichberechtigung erreichen. Dabei ist jedoch zu erwähnen, dass es 1949–50 und 1989 zur massenhaften Ausreise korangläbiger Bulgaren kam. Man war ernsthaft bemüht die Integration der drei landfahrenden Stämme, der muslimischen aber bulgarischsprachigen Ponaken, Sarakatsanen und Ciganin voranzutreiben, die im Königreich unter „Türken“ subsumiert worden waren.
Ein Sondergesetz vom 11. November 1952 erlaubte die Einbürgerung von im Ausland wohnenden ethnischen Bulgaren. Mit der Sowjetunion und einigen Bruderstaaten wurden Abkommen hinsichtlich der (prinzipiell unerwünschten) Doppelstaatlichkeit ausgehandelt. Sie unterschieden sich in Einzelheiten, sahen jedoch normalerweise vor, dass Doppelstaatler innerhalb einer gewissen Frist für eine Staatsangehörigkeit zu optieren hatten bzw. dass Kindern von Bulgaren, die nach ausländischem Recht dort Bürger ab Geburt geworden waren, die Möglichkeit gegeben wurde, diese Staatsangehörigkeit aufzugeben.

### Staatsangehörigkeitsgesetz 1968
Das Staatsangehörigkeitsgesetz vom 8. Oktober 1968 brachte eine Verschärfung des Doppelstaatlerverbots, jedoch war die ausdrückliche Aufgabe einer fremden Staatsbürgerschaft bei der Einbürgerung nicht nötig. Des Weiteren war nun vorgesehen, dass im Ausland lebenden Bulgaren dann die Staatsangehörigkeit entzogen werden konnte, wenn sie einer Aufforderung zur Heimkehr, z. B. im Falle der Mobilmachung, nicht folgten. Die Annahme einer fremden Staatsangehörigkeit führte automatisch zum Verlust der bulgarischen.
Die Zuständigkeit lag nun wieder beim Justizministerium, offiziell gewährte der Staatsrat jede einzelne Einbürgerung. Der Gerichtsweg in Staatsbürgerschaftssachen blieb ausdrücklich ausgeschlossen. Seit 1979 meldet das Ministerium alle Änderungen automatisch an die Standesämter. Das Gesetz blieb in Kraft bis 1998.

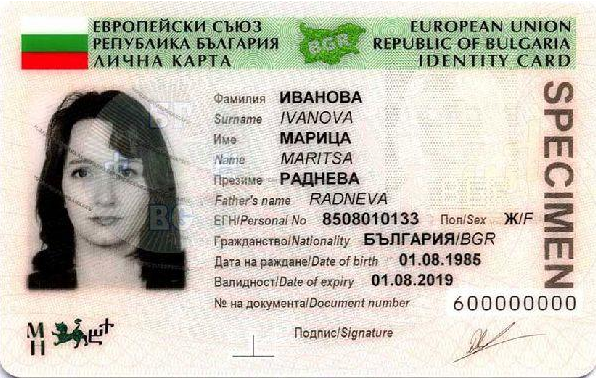
Seit 1977 erhält jeder Bulgare zur Geburt eine 10-stellige Personenkennziffer (единен граждански номер, Abk: ЕГН), die im Ausweis eingetragen ist. Aus ihr sind Geburtsdatum, -provinz und Geschlecht eindeutig zu erkennen. Nur, wer in der nationalen Datenbank (ЕСГРАОН) registriert ist, bekommt Papiere.

Die allgemeine Einbürgerungsvoraussetzung war fünf Jahre Aufenthalt im Lande. In Fällen von besonderen Verdiensten, für mit Bulgaren verheiratete Staatenlose, anerkannte im Lande wohnende Flüchtlinge oder ethnische Bulgaren konnte diese entfallen. Jugendliche im Alter von 14–18 Jahren hatten ein Mitspracherecht, wenn ihre Eltern die Staatsangehörigkeit wechseln wollten. Kinder bis 13 folgten automatisch der Staatsbürgerschaft der Eltern.
Wollte ein Bulgare eine fremde Staatsbürgerschaft annehmen, hatte er um eine Entlassungserlaubnis nachzusuchen. Solche wurden nur erteilt, wenn kein Strafverfahren anhängig war und Pflichten gegenüber dem Staat, z. B. Steuerzahlung, vollständig erfüllt waren. Entlassene hatten innerhalb eines Jahres ihren Wohnsitz ins Ausland zu verlegen. Auf Antrag konnte eine Wiedereinbürgerung erfolgen.
Ausreise von Türken 1989
Beginnend 1984, verstärkt seit 1986 wurde türkischstämmigen Bürgern die Möglichkeit gegeben, ihre Familiennamen zu bulgarisieren. Im Rahmen des politischen Tauwetters ab 1989 durften rund 300.000 Türken unter Aufgabe ihrer Staatsbürgerschaft dauerhaft das Land verlassen. Unmittelbar nach Ende der sozialistischen Regierung kehrten geschätzt vierzig Prozent wieder zurück. Per Gesetz vom 20. November 1990 wurden die Rückkehrer problemlos wieder eingebürgert. Das Staatsbürgerschaftsgesetz 1998 erlaubte noch weitergehender deren Rückkehr bzw. Wiederaufnahme der Staatsbürgerschaft mit oder ohne Wohnsitznahme. Das Wahlrecht für letztere Gruppe war umstritten. Gerade junge Männer nutzten die Möglichkeit des Hin- und Herwanderns, um ihren Wehrdienst nicht in der Türkei ableisten zu müssen, wo die ernsthafte Gefahr eines Kampfeinsatzes droht(e).

## Seit 1990
Die Verfassung von 1991 enthält in §25 die Bestimmung, dass jeder, der einen bulgarischen Elternteil hat, ab Geburt auch Bulgare wird. Weiterhin darf gebürtigen Bulgaren die Staatsbürgerschaft nie entzogen werden. Ethnischen Bulgaren ist die Einwanderung zu erleichtern. Das Geburtsortsprinzip gilt für alle, die ab Geburt keine andere Staatsbürgerschaft erwerben. Jegliche Form der Leihmutterschaft ist verboten, so dass sich hier keine rechtlichen Probleme auftun.
Bulgarien trat 1992 dem Europarat bei und ratifizierte das Europäische Übereinkommen über die Staatsangehörigkeit (EUStAÜb). Bulgarische Staatsbürger wurden mit dem Beitritt des Landes zum 1. Januar 2007 EU-Bürger.

### Staatsangehörigkeitsgesetz 1998
Das Gesetz über die bulgarische Staatsangehörigkeit 1998 setzte die Details der Verfassungsregelung um. Eine Heirat hat keine Auswirkung in Staatsbürgerschaftssachen mehr. Eingebürgerte sind rechtlich voll gleichgestellt. Die 1944–47 strafweise Ausgebürgerten wurden per Gesetz wieder eingebürgert. Entlassungen können nur noch bei Auslandswohnsitz beantragt werden, sofern nachgewiesen wird, dass eine andere Staatsbürgerschaft erworben werden soll.
Einbürgerungsvoraussetzungen
Anträge sind innerhalb 18 Monaten zu bescheiden.
- Volljährigkeit und Geschäftsfähigkeit
- ausreichendes Einkommen
- mindestens 5 Jahre Wohnsitz im Lande mit Niederlassungserlaubnis (die wiederum normalerweise erst nach 5 Jahren erteilt wird), verkürzt auf 3 Jahre für:
  - Ehepartner[47]
  - Personen, die als Minderjährige die Niederlassungserlaubnis erhalten haben
  - anerkannte Flüchtlinge oder Staatenlose
  - verdiente Personen, meist Sportler, die für Bulgarien antreten sollen
  - Wiedereinbürgerungen, nach Heimkehr
- keine Verurteilung durch ein bulgarisches Gericht
- Nachweis der Aufgabe der alten Staatsbürgerschaft (Man schuf später eine Ausnahmeregel für Einzubürgernde aus den Staaten der EU, EWR und der Schweiz. Für diese wird Doppelstaatlichkeit toleriert, wenn es ihr Heimatrecht zulässt.)
- Sprachkenntnisse, die durch Prüfung nachzuweisen sind.

Ethnische Bulgaren werden seit 2001 ohne Wartezeit eingebürgert, sofern sie volljährig und unbescholten sind.
Mehrstaatlichkeit
Prinzipiell ist die doppelte Staatsangehörigkeit nur für gebürtige Bulgaren zulässig. Sie dürfen jedoch nicht ins Parlament gewählt werden.
Staatsbürgerschaftskauf
Auf die Wartefrist vor Erteilung der Niederlassungserlaubnis kam 2005 für Investoren die Möglichkeit, anfangs war eine Million Lewa ausreichend, nach 5 Jahren eine eingebürgert zu werden. Summen und Bedingungen wurden 2013 geändert, so z. B. die Wartefrist auf ein Jahr verkürzt (Ehepartner ausgeschlossen). Auf Druck der EU beschränkte man 2019 den Staatsbürgerschaftskauf auf Investoren, die sich an genehmigten langfristigen Investitionsprogrammen beteiligen. Investitionen nur in Wertpapieren usw. sind nicht mehr zulässig. Im März 2021 wurden die Regeln wieder gelockert, zugleich die nötigen Summen erhöht. Je nach Art der Investition werden mindestens eine halbe oder eine Million Euro verlangt, weniger wenn mindestens zehn (ab 2019: 20) Arbeitsplätze geschaffen werden. Investments dürfen fünf Jahre nicht abgezogen werden. Im Februar 2022 beschloss das bulgarische Parlament diese Praxis zu beenden.

## Diaspora
Seit 1999/2000 gibt es die dem Außenministerium verbundene Behörde DABTsch (ДАБЧ, „staatliche Agentur für das Auslandsbulgarentum“). Sie leistet primär Kulturarbeit, war aber bis 2021 auch dafür zuständig, Bescheinigungen auszustellen, die es ethnischen Bulgaren ermöglichten, einen Einbürgerungsantrag zu stellen. Solches war bis in die dritte Generation rückwirkend möglich. Das größte Interesse an der bulgarischen Staatsbürgerschaft besteht in den Ländern, in denen große bulgarische Gemeinschaften historisch gelebt haben und noch leben.

### Ukraine, Moldau, Südrussland
Das Russische Zarenreich förderte den Zuzug von Bauern im 19. Jahrhundert. An der Nordküste des Asowschen Meeres erhielt sich eine Gruppe mit etwa 20.000 den Charakter ihrer Dörfer bis zur Kollektivierung. Als die Region 1942–43 unter rumänisch-deutscher Besetzung stand, organisierte Misho Hajiyski die Rückkehr vieler seiner Landsmänner in das mit dem Deutschen Reich verbündete Bulgarien. Die Verbliebenen wurden 1944 wieder als Sowjetbürger betrachtet. In dem heute zur Ukraine gehörenden Gebiet um Mariupol leben ebenso wie in Nikolajew ein paar tausend Bulgaren.
Eine weitaus größere Kolonie besteht in der Region Odessa. Rund 200.000 in der Ukraine Lebende geben an, bulgarisch zu sprechen. Seit 2007 kommt es zu verstärkter Rückeinbürgerung, um dem somit leicht erhältlichen EU-Pass zu erhalten, mit folgender Abwanderung ins restliche Europa.
Kleinere Gruppen bulgarischer Diaspora entstanden im angrenzenden Ausland wie Rumänien, Bessarabien, der Slowakei zwischen 1879 und ca. 1934. Die meisten waren anfangs wandernde Gartenarbeiter im Gemüsebau, die dann blieben.

### Türkei
Siehe auch: Muhacir
Man schätzte 2010 die Zahl der türkisch-bulgarischen Doppelstaatler auf 380.000.

## Statistik
2000–2006 wurden nur 2395 Anträge auf (nichtethnische) Einbürgerung eingereicht, von denen 865 genehmigt wurden.
Seit 2007 ist der Trend offensichtlich, dass sich vor allem ethnische Bulgaren der Balkanstaaten im vereinfachten Verfahren einbürgern lassen, um Niederlassungsrechte in der EU zu erhalten.
Von 2014 bis 2020 wurden 281 Flüchtlinge eingebürgert, von diesen hatten 206 subsidiären Schutz genossen.
Von 2013 bis 2019 erhielten nur 50 Personen die Staatsbürgerschaft im Rahmen des Investorenprogramms, 2020 allein waren es 22. Die dem russischen Geschäftsmann Sergej Adonjev erteilte Staatsbürgerschaft wurde widerrufen, nachdem 2018 eine 20 Jahre zurückliegende Verurteilung wegen Betrugs in New York bekannt geworden war.
Die meisten Einbürgerungen 2019 (gesamt 8887) und 2020 (gesamt 16.709) erfolgten für ethnische Bulgaren (fast zwei Drittel) und Adoptionen (über 20 %). Sie zahlten eine Gebühr von 5 Lewa. Echte Einbürgerungen Fremder, Gebühr 1000 Lewa, gab es 2020 nur in 447 Fällen, dazu kamen 12 „verdiente Personen.“ Von 2013 bis Februar 2021 gab es 452 Anträge auf Investoreneinbürgerung, davon 246 nach den Regeln zur 5-jährigen Wartezeit, 173 Anträge waren noch unentschieden. Im gesamten Zeitraum hatten 93 Personen bulgarische Pässe bekommen.